# 九段线

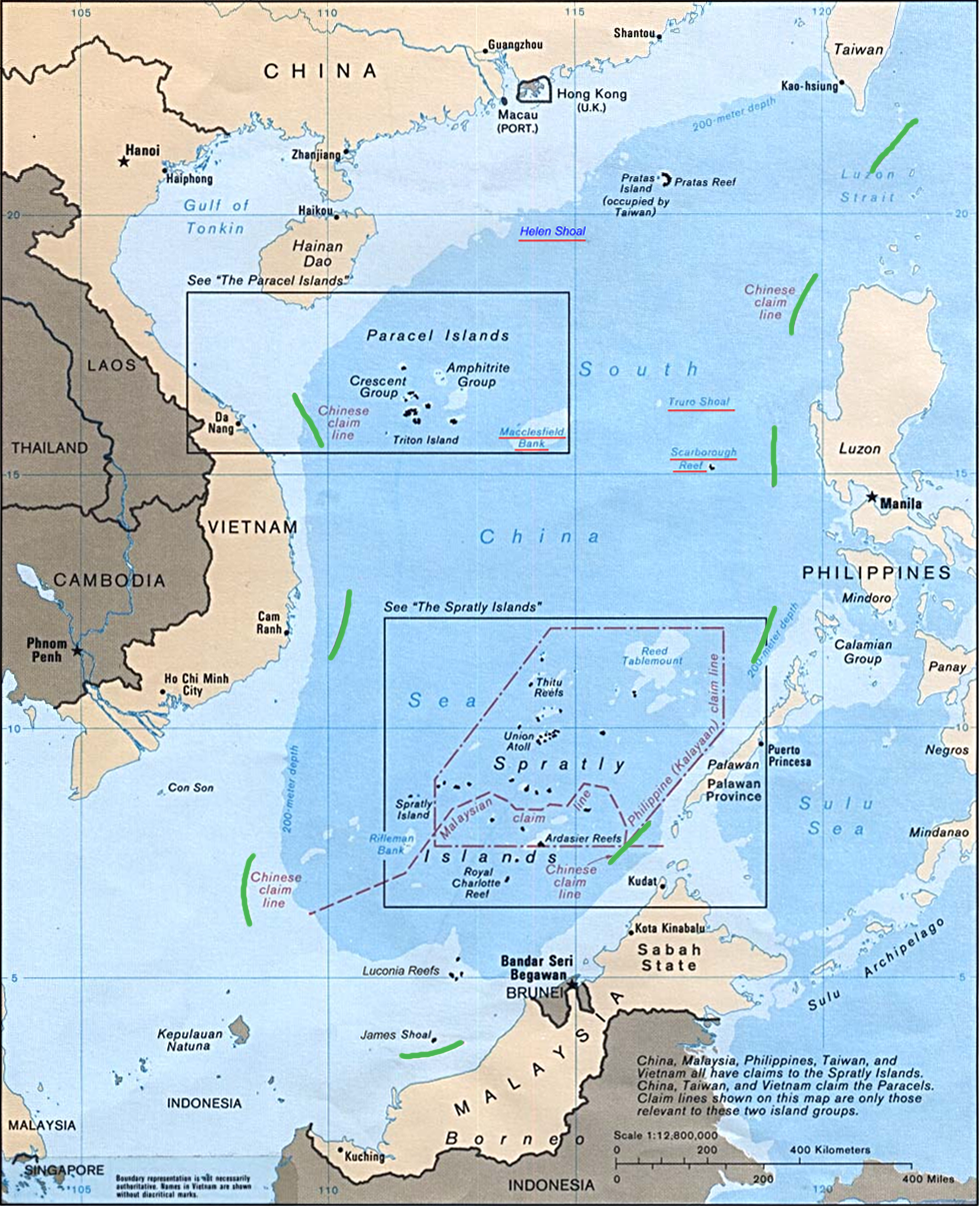
九段線是中华人民共和国政府所主張各項權益的依據，源自中華民國所主張的十一段線。十一段線除九段線外，在北部湾还有两段

九段线或十一段线是地图上位于南中国海的断续线；断续线有九或十一条，因名。该线也被称作南海断续线、U型线。因形似牛舌，越南称之为牛舌线。
九段线源自1947年中華民國绘制的十一段线，十一段线自此成为中華民國對於南海國界的根據。1949年中华人民共和国成立后，最初沿用中华民国的十一段线领土主张，1953年主動移除十一段線中位于北部灣的兩線，剩余九線，因此稱爲「九段线」。
關於九段線的法律涵義，有“国界线”、“历史性水域线”、“历史性权利线”、“岛屿范围线”等多種主張和解釋。
2014年3月，菲律賓正式向常设仲裁法院提交備忘錄，以決定中華人民共和國主張的九段线是否在《聯合國海洋法公約》下有法律依據。2016年7月12日，由荷兰海牙常设仲裁法院提供场地和秘书服务的临时仲裁庭就南海仲裁案作出判决，裁定中華人民共和國對南海九段線範圍擁有歷史權利的說法違反《聯合國海洋法公約》。中華人民共和國外交部其後表示，拒絕接受和承認该裁决。
2020年9月9日，中华人民共和国国务委员兼外长王毅澄清，中方并不把九段线内海域都据为内水和领海，并称这种指控毫无依据、蓄意混淆概念，是对中方立场的歪曲。

## 位置
1947年之“十一段線”，順時針位置為：巴士海峽 - 北呂宋海槽 - 馬尼拉海溝 - 南沙與菲律賓之間 - 南沙海槽（原名巴拉望海槽） - 南沙與馬來西亞之間（曾母暗沙南面，是最南的一段） - 南沙與印尼納土納群島之間（最西的一段） - 南沙與越南之間 - 西沙與越南之間 - 北部湾中部 - 北部湾北部。
1953年之“九段线”以“十一段線”為基础，但是移除了北部湾的兩段線。

## 歷史

1734年，西班牙人佩德羅·穆里略·維拉迪測繪的菲律賓地圖將中沙群島黃岩島標註為Panacot

1827年，比利時地理學家Philippe Vandermaelen用實線將西沙群島畫於越南地圖內。

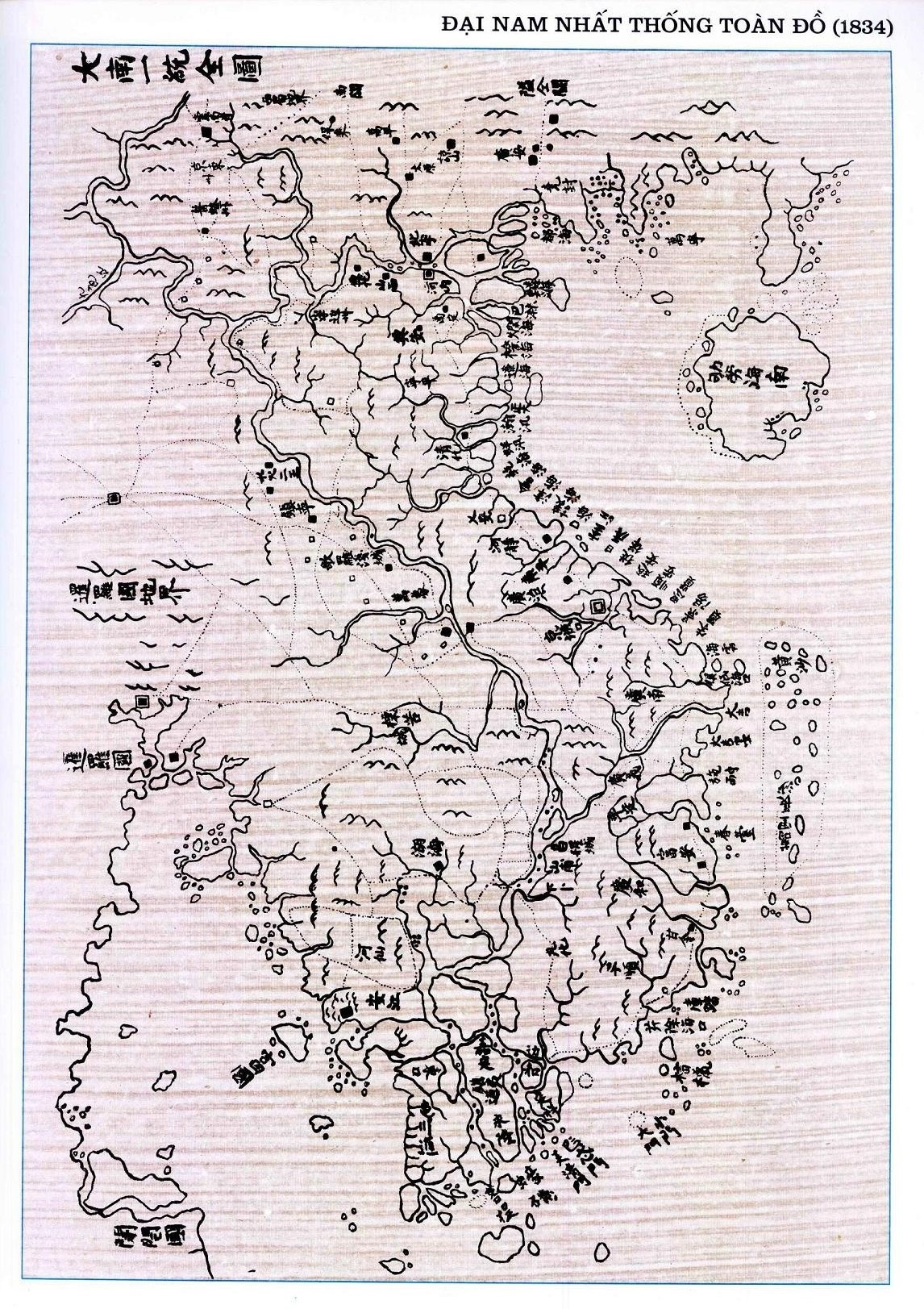
1830年代，阮朝官員潘輝注繪畫的越南地圖將“黄沙”（西沙群岛）以及「萬里长沙」（南沙群島）畫於虛線內。

根據亞洲史學家王賡武研究，第一次世界大战前，没有国家主張南中国海的主权。1942年日本占领東南亞，完全控制了南中国海，日本地图包括了南中国海的全部。日本战败後，國民政府於1947年绘制了覆盖南中国海的十一段線，中華人民共和國繼承後改成九段线。国际海域划界专家丹尼爾·兹瑞克称，传统海上疆域线决定的是群岛的主权，而不是管辖海域的界限。故“九段线”不能被认为是中華人民共和国对线内整个海域的声称。而九段線與現代海權概念的衝突，成為南海周邊國家對“九段線”產生爭議的原因。然而由於“九段線”的產生早於上述國際公約和海權概念的產生年代，中國大陸學者認為用後生的概念去限制和否定先生的段續線是「缺乏說服力」。
根據台大學者李縉穎研究，在1883年，德國探險隊至南沙群島進行測量活動，清政府對德國提出外交抗議，表示南沙群島屬於中國的立場。1887年，清政府與法國訂定「中法續議界務專條」，劃定一條向海延伸的界線以決定海上島嶼的歸屬，西沙群島在該線以東並非越南的領土。1907年，日本商人西澤吉治在東沙島上開採磷酸鹽，並將東沙島命名西澤島，清政府知悉此事後，向日本駐廣東領事表達抗議，日本政府則承認清廷對東沙群島的主權，但由清廷出價收購島上日人投資設備。
清朝海军廣東水師提督李准曾於1909年率領170余人，乘坐3艘軍艦前往西沙群島巡視，對發現的島嶼命名、建屋和挂黃龍旗。

### 中华民国时期

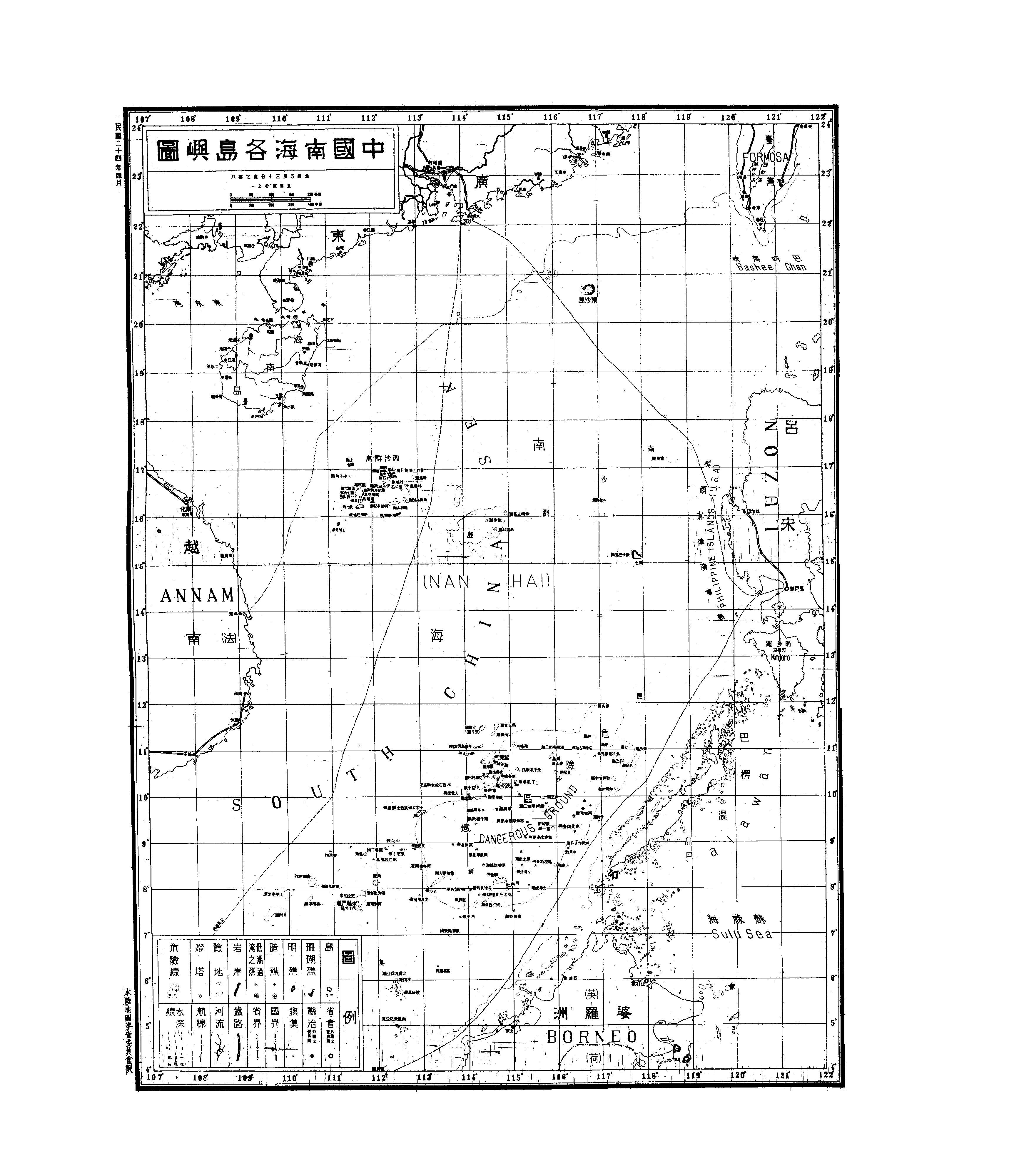
1935年《中國南海各島嶼圖》

1912年，中华民国刚成立，地图学家胡晋接、程敷锴根据清末舆图资料和李准巡视南海诸岛的记载，编绘出版了《中华民国地理新图》，其中有一幅《中华民国边界海岸及面积区划图》，畫出了南海的连续疆界线，但只畫出东沙岛和西沙群岛，沒有中沙和南沙群岛。中國到1933年前出版的南海地圖都是如此。
1933年4月，法國派遣軍艦載運30名越南人長年移居南沙主島，佔領了包括南沙主島在內的西沙、南沙兩個群島的6個島，后又擴大為9個島礁，即“法國佔領九小島事件”。但當時國民政府無暇處理此問題，僅表達抗議，6月成立了“水陸地圖審查委員會”，並於1935年出版了《中國南海各島嶼圖》，把至北緯4°的南海疆域用國界線標示。1936年白眉初编绘《中华建设新图》，获准收录《中國南海各島嶼圖》，这是中国地图上最早出现的南海U形实线，是九段线的雏形。此兩圖都參考了英國地圖，而地名中譯時將水下的"bank"（暗沙）與"shoal"（暗礁）誤譯成水面上的灘，因此U形线畫進三個不存在的島嶼：前衛灘（今名萬安灘）、曾姆灘（今名曾母暗沙）與海马滩。
抗日戰爭爆發后，日本為推行南進戰略，從1939年3月起，日軍從法軍手中奪佔西沙群島，3月底又攻佔南沙主島。4月9日，日軍為了杜絕后患，驅趕了佔領南沙部分島嶼的法軍和越南渔民。不久，日本海軍陸戰隊、氣象情報組和通信分隊進駐西沙永興島和南沙主島（日軍命名為「長島」）。

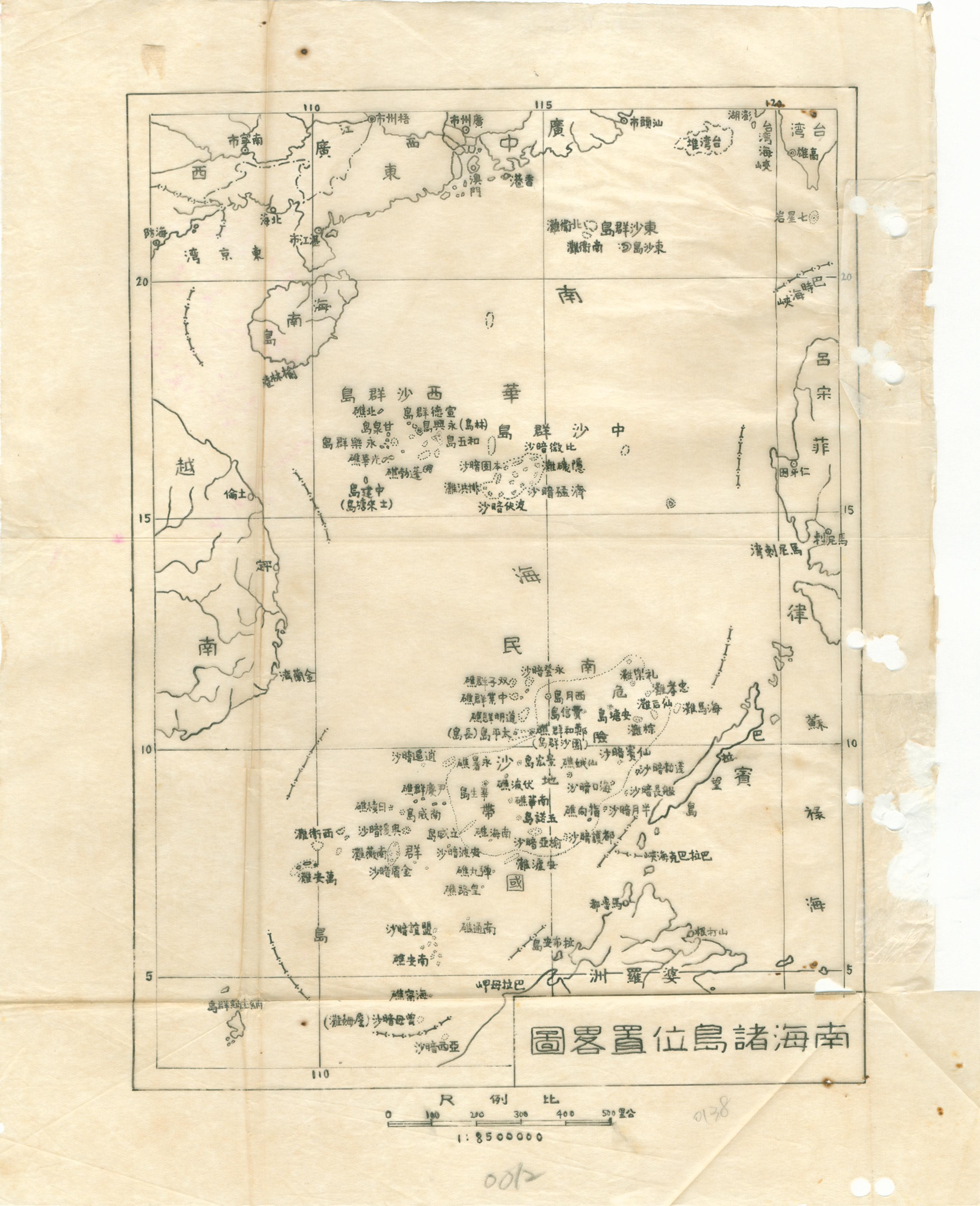
1947年南海諸島位置與十一段線圖

由1945年9月23日（控制西貢）起至翌年3月9日（進駐河內），法國逐步恢復對法屬印度支那全境的統治；10月5日，菲利普·勒克萊爾中將率遠東軍重返南圻、柬埔寨，包括西沙林島、南沙主島和西沙、南沙的部分島嶼，在島上建立了石碑。國民政府對法艦行為提出了抗議，並決定於當月及1947年1月4日與法方談判，但因河內戰事緊張而未舉行。1946年2月9日，國民政府進佔林島，改名為“永興島”。12月10日，國民政府佔領南沙主島並命名「太平島」，豎立刻有青天白日徽的石碑。12月12日，中華民國政府進駐太平島，派遣海軍對南海海域及南海諸島礁進行實測和繪製了南海諸島地圖，包括《南海諸島位置圖》、《西沙群島圖》、《中沙群島圖》以及《南沙群島圖》等。
1947年1月17日，法國軍艦「東京號」到西沙群島；1月18日，中華民國駐法國大使錢泰發表聲明：西沙群島屬於中國:8269。1月19日，法國軍艦在西沙群島登陸；外交部長王世約見法國駐華大使梅里靄，就法國軍艦「東京號」在西沙群島登陸一事，鄭重表示西沙群島之主權屬於中國:8270。1月21日，國防部長白崇禧宣稱：「西沙群島主權屬於我國，不僅歷史、地理上有所根據，且教科書上亦早載明。去年敵人投退出該群島後，我政府即派兵收復。本月10日有法國偵察機一架飛臨偵察，18日復有法國軍艦一艘駛至群島中最主要一島，我守軍當即表示守土有責，不許其登陸，並責令其退走。」:82711月24日，法軍再度登陸西沙群島，中國政府對法國政府提出嚴重抗議，並派軍艦馳赴西沙群島巡視:8272。1月26日，外交部情報司長何鳳山稱：西沙群島主權屬於中國，漢馬伏波曾到該群島，清宣統二年李准亦懸旗嗚炮，正式成為中國領土；根據1887年中法條約規定，紅線以東屬於中國，故無論在歷史上、地理上，西沙群島均為中國領土；法軍之登陸，無疑係屬非法:8273。
1月27日，西貢法國當局向報界發表關於西沙群島爭端之聲明，略謂：「法軍艦『東京號』載有少數軍隊，一部分奉命在波西島登陸，其餘在拔陶兒島登陸。上述兩島有1938年法軍所建軍隊營房、碼頭及氣象站，可見主權屬於法國。」:82731月28日，中國外交部照會法國駐華大使，抗議法軍入侵中國西沙群島珊瑚島:8274。1月29日，中國外交部次長劉鍇在中國國民黨中央宣傳部記者招待會上鄭重否認法國政府外交部聲明中謂中國於1938年同意法國佔領西沙群島之說；稱中國於彼時僅重申其一向立場，中國對該島之主權，為無可爭議者:8275。
2月28日，國民政府完成進駐西沙、中沙、南沙群島任務:8298。
4月14日，中華民國內政部召開專門會議，會後出版《南海諸島位置圖》。把國界線最南端標在北緯4°左右﹔標明了東沙群島、西沙群島、中沙群島和南沙群島的位置和島嶼名稱﹔使用11段國界線，圈成中華民國南海海域范圍，又稱「傳統疆界線」、「“U”形線。」4月29日，中華民國外交部與內政部、海軍總司令部會商確保南海島嶼對策:8344。
5月21日，「永興」、「中業」兩軍艦駛抵南沙群島之太平島:8358。12月1日，內政部核定公布南海各島名稱，這些島礁是中國固有領土，自經國防部會同各有關機關進駐後，整頓竣事，由內政部命名：一、東沙群島，包括東沙島等三島；二、西沙群島，包括：（甲）永樂群島，其內有甘泉島、道乾群島等九處；（乙）宣德群島，其內有西沙洲、趙述島等21處；三、中沙群島，包括西門暗沙等29處；四、南沙群島，包括：（甲）危險地帶以西各島礁，其內有雙子礁等27處；（乙）危險地帶以西東各島礁，其內有海馬灘等4處；（丙）危險地帶以南各島礁，其中有保衛暗沙等16處；（丁）危險地帶以內各島礁，其內有曾母暗沙等40處:8463-8464。內政部重新審定南海諸島地名172個，並進行公告，原南沙群島改名為中沙群島，團沙群島改名為南沙群島，同時還出版了《南海諸島位置圖》。作為現代中華民國南海地圖的重要藍本，《南海諸島位置圖》國界線最南端標在北緯4°左右；在南海海域中完整地標明了東沙群島、西沙群島、中沙群島和南沙群島的位置和島嶼名稱；使用十一段國界線，圈定了中華民國南海海域範圍。
1948年2月，中華民國內政部公開發行《中華民國行政區域圖》，主張了中華民國政府對南海諸島及其鄰近海域的主權和管轄權範圍，其附圖《南海諸島位置圖》即標明了這條斷續線。這條斷續線經中華民國政府審定，標繪在中華民國官方地圖上，是中華民國政府對外主張的立場。
1949年中華民國政府遷臺後，從西沙及南沙群島撤軍，失去部分11段線內岛屿的实际控制；除了中華民國及中华人民共和国，越南、菲律賓、馬來西亞、文萊、印度尼西亞等國獨立後皆聲稱對11段線內的部分島礁擁有主權。

### 中华人民共和国成立后
1953年，中華人民共和國移除“十一段线”中北部湾的两段，形成“九段线”。
1955年，國際民航組織太平洋地區飛行會議在馬尼拉召開，16個國家或地區的代表出席。與會代表認為南海諸島中的氣象報告對國際民航組織相當重要，因此通過第24號決議，要求中華民國政府在南沙群島加強氣象觀測工作，沒有任何一個國家對此提出異議或保留意見。
1956年6月15日，北越外交部副部長雍文謙接見中華人民共和國駐北越大使館臨時代辦李志民時表示：“根據越南方面的資料，從歷史上看，西沙群島和南沙群島應當屬於中國領土。”越南外交部亞洲司代司長黎祿進一步具體介紹了越南方面的材料，指出：“從歷史上看，西沙群島和南沙群島早在宋朝時就已屬於中國了。”
1958年，中華人民共和國政府在其關於領海的聲明中規定，領海寬度為12海浬，並宣布此項規定適用於“中華人民共和國的一切領土，包括中國大陸及其沿海島嶼和同大陸及其沿海島嶼隔有公海的臺灣及其周圍各島、澎湖列島、東沙群島、西沙群島、中沙群島、南沙群島以及其他屬於中華人民共和國的島嶼”。1958年9月14日北越總理范文同致中华人民共和国国务院总理周恩來公函，稱「越南民主共和國政府承認和贊成中華人民共和國政府於1958年9月4日所作的關於中華人民共和國領海的決定和聲明。越南民主共和國政府尊重該項決定並指示具有相關責任的國家機關在與中華人民共和國處理各種海洋關係時徹底尊重中國的12海里領海」。
1961年7月13日，越南將西沙群島從法屬印度支那時期所屬的承天順化省劃入廣南省。
1970年代，在南海发现石油和天然气。
1958年至1973年間的三次聯合國海洋法會議，明確了專屬經濟區、大陸棚、海床資源歸屬、海洋科研、爭端仲裁等各種權益和規定。包括中華人民共和國在內的各國都公佈了本國對於專屬經濟區、大陸棚的權益要求，以及詳細的領海基線。
1974年爆發西沙海戰，中華人民共和國取得西沙群島。1975年越南統一後，越南政府在南海問題上一改北越過去承認西沙、南沙為中國領土的態度，出動海軍接收原為越南共和国佔領的南沙海島，將西沙、南沙納入其版圖，改名為「黃沙群島」、「長沙群島」，1988年3月14日中越爆發赤瓜礁海战，總計越南通過石油開發、駐兵等方式在實際控制數十個南海島嶼。
越南1977年公佈的《越南社會主義共和國對領海、毗鄰區、專屬經濟區和越南大陸棚之聲明》確定，越南的領海是從基線起向外延伸12海浬，其內是越南的內水。毗鄰區24海浬，專屬經濟區200海浬。在越南之後，馬來西亞、印尼、菲律賓等各國也通過各種立法，對200海浬專屬經濟區、大陸棚等權益進行了確認。

### 聯合國海洋法公約生效后

「九段線」與南海各國依《聯合國海洋法公約》作出的主張重疊。

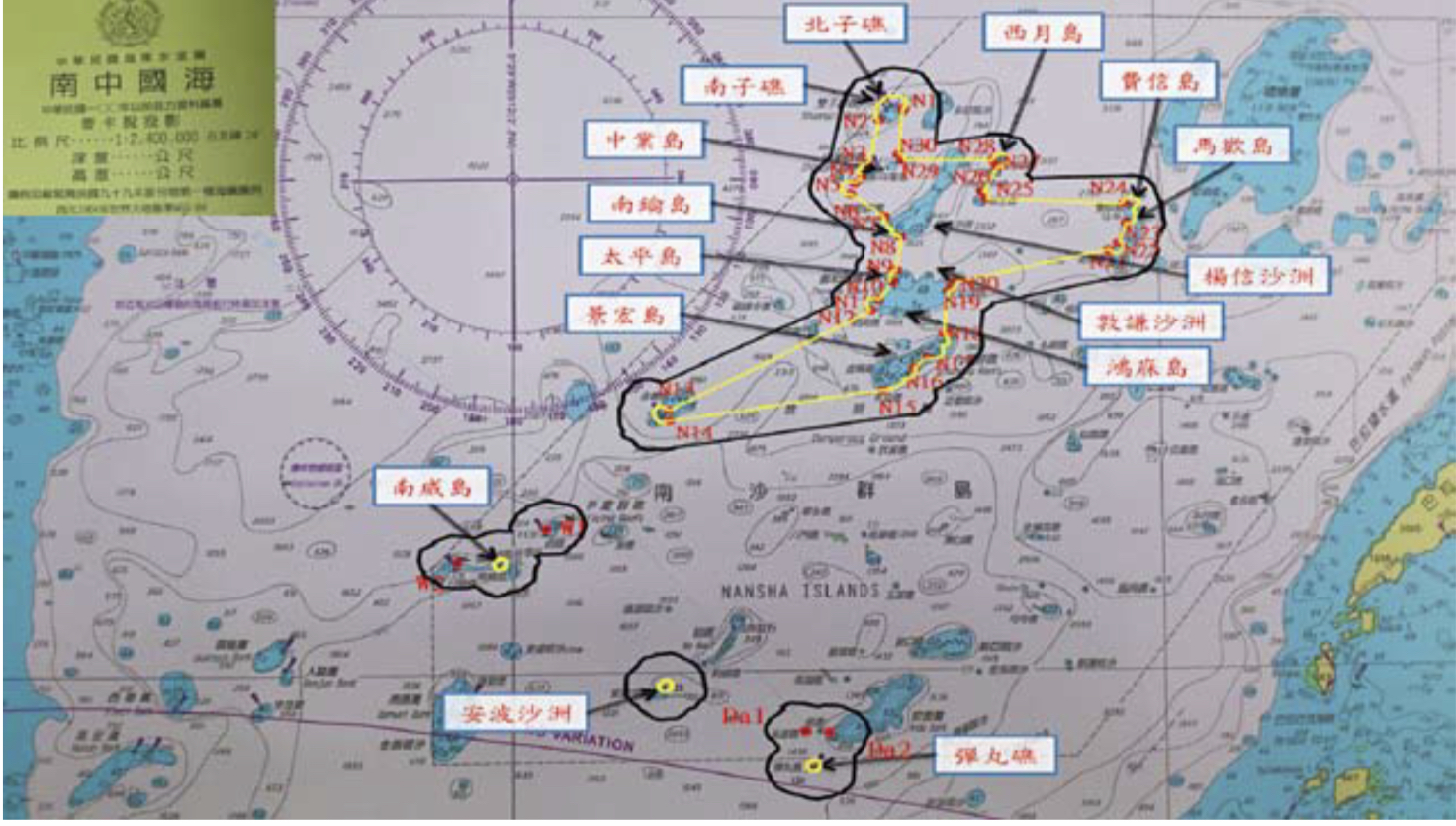
依照海洋法提出的南沙群島領海基線。

1994年11月16日，《聯合國海洋法公約》正式生效。
2011年6月20至21日，中國外交學院教授蘇浩在戰略與國際研究中心舉行的峰會上重申中華人民共和國的立場後，東盟外交官員Termsak Chalermpalanupap及中国海事研究所博士Peter Dutton先後發言指出《海洋法公約》並不承認歷史為主權聲索的基礎，而澳大利亞新南威爾士大學政治系榮譽教授Carl Thayer則認為「中國用歷史來證明主權顯示其主張在國際法下缺乏法理基礎。」
2011年8月，原新加坡国立大学东亚研究所教授邹克渊认为，地图上的段线如同其他证据一样“可被看成是支持中国对南海声称的一种证据，有助中国对线内诸群岛提出主张，也有助作为中国与南海其他国家划分海上边界的证据，因此要加倍保护珍惜。”
2011年12月，《人民政協報》刊登何立波的文章稱，由「台灣當局和日本締結的《中日和約》，明確西沙、南沙群島主權屬于中國」。中華人民共和國認為，其涉及南海九段線的法律地位「已經明確」[[Category:]]。
2012年1月7日，中華人民共和國外交部邊界與海洋事務司副司長易先良對於“南海斷續線”問題回指「中國公佈斷續線在前，1982年《聯合國海洋法公約》在後，要求斷續線符合《公約》本身不符合實際；斷續線是為了重申中國的領土主權以及相關海洋權益，並不是因為劃這條線才擁有這個權益。《公約》不規範、不影響各國的領土主權問題，不能將《公約》作為評判中國在南海主張合法性的唯一或主要依據。《公約》本身並不排斥在它之前已經形成並被持續主張的權利，更不能為任何國家侵犯和損害中國的領土主權製造“合法性”。」

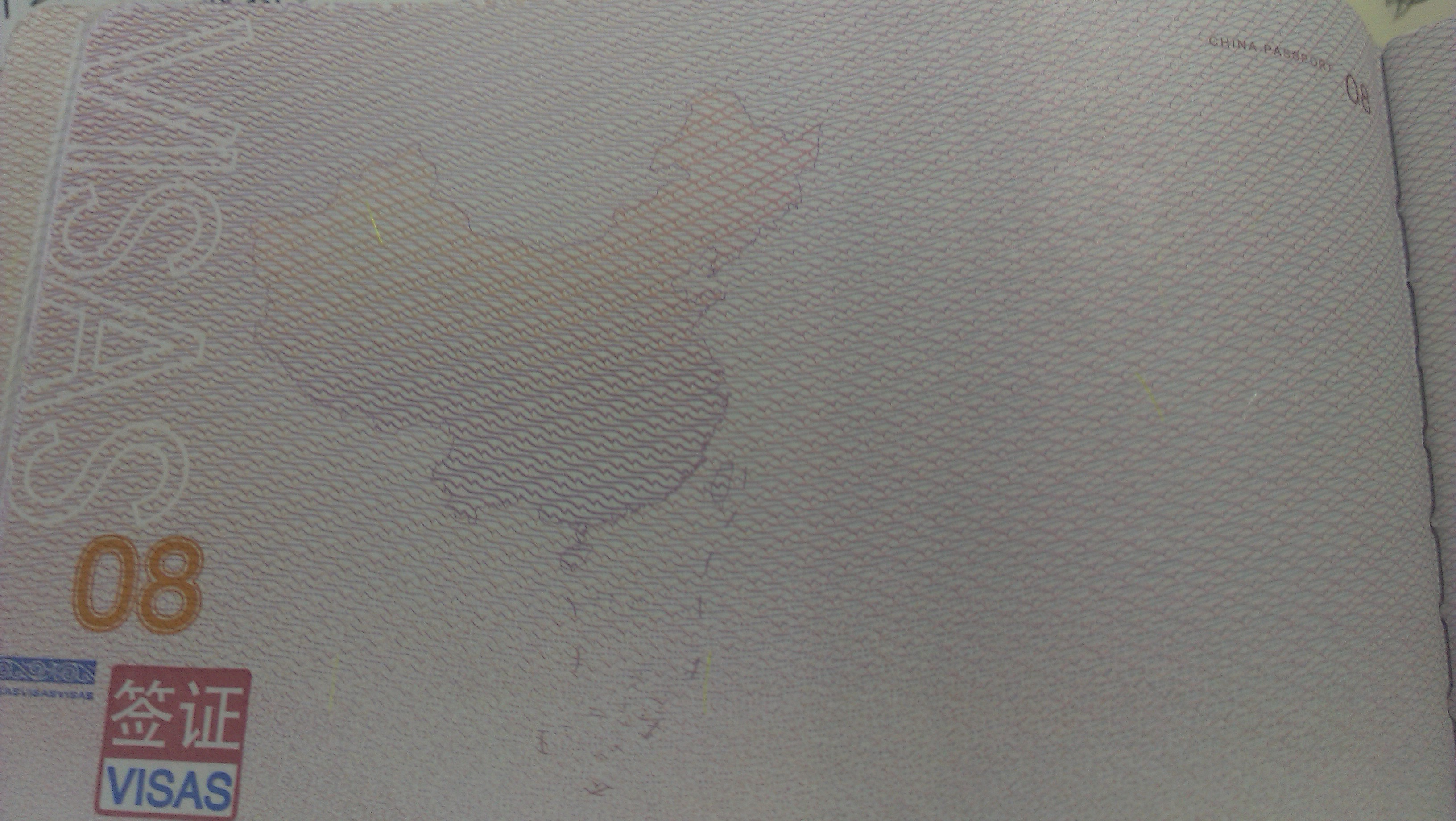
中华人民共和国2012版护照上包含南海九段线的地图

2012年5月15日，中華人民共和國啟用新版電子普通護照，包含南海“九段線”暗紋的中國地圖出現在第八頁左上角，下面是天安門圖案。2012年11月，越南和菲律賓分別就其內頁中中國地圖包含南海“九段線”提出抗議，有數名中华人民共和国公民因持新版護照簽證或入境越南时遇阻。
2012年7月31日，菲律賓公開招標南中國海3處油氣田的開採權，其中兩塊在“九段線”內。

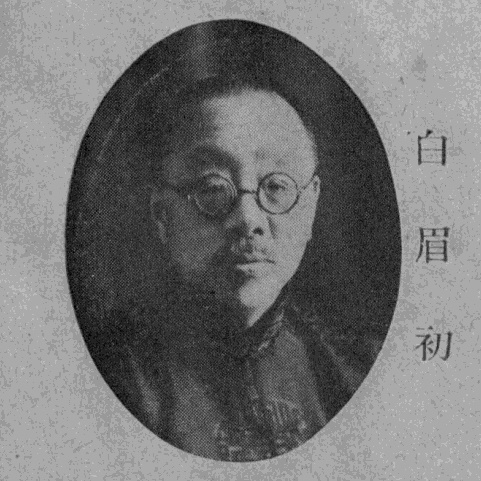
據稱于1936年绘出十一段线的白眉初

2014年4月6日，越南人民軍評論指中华民国是在1946年藉戰亂「侵占黄沙群岛（西沙）和长沙群岛（南沙）」，而線則是由「一个叫白眉初的中國人随手在中国地图上画上，也沒有做出任何关于这线法理依据的解释，後來民國政府就模仿白眉初画出版了地图。」評論又引用中国海洋信息中心研究员李令华在2012年6月14日《南海争端：国家主权与国际规则》研讨会上的發言，指中国划分九段线「没有具体经纬度，也没有法律依据，同時也没有其他国家承认。」
2014年9月13日，台灣安保協會主辦「美國重返亞洲與亞太區域安全」國際研討會，前美國在台協會台北辦事處處長司徒文在會上表示，目前國際社會上只有台海兩岸均以九段線作為自身南海主權的依據，既不合理、也不符合國際法規範，因此台灣應主動放棄這一論述。但2014年9月15日，美國在台協會發言人金明強調，司徒文不再代表美國政府，司徒文的發言純屬個人看法。
2015年11月12日，中華人民共和國外交部主動宣布，南海南部的納土納群島主權屬於印尼。
2016年7月12日北京時間下午5時，海牙仲裁庭公佈裁定結果，表示中國對九段線範圍內的資源擁有「歷史權利」的聲稱，並無法律基礎，而且中方聲稱對南海九段線範圍擁有歷史權利的說法違反了聯合國海洋法公約。中華人民共和國外交部則發佈公告稱：「關於應菲律賓共和國單方面請求建立的南海仲裁案仲裁庭於2016年7月12日作出的裁決，中華人民共和國外交部鄭重聲明，該裁決是無效的，沒有拘束力，中國不接受、不承認。」
2024年3月1日，中華人民共和国政府宣布了北部湾北部领海基线，为对应7个点坐标相邻基点之间的直线连线。

## 争议
關於“九段線”的法律涵義有著多種不同的主張和解釋。
有中方學者認為，在1947年前後九段线出現時，南海各国并没有对“九段线”提出任何质疑，前蘇聯、日本、法國、德國、英國等國家出版的地圖上均標有11段線的「斷續國界線」，並註明歸屬中國。鉴于南海已经被瓜分的现状，以及中国对南海近代以来实际控制的虚弱，一些观点认为“九段线”圈定的并非海域而是岛屿，大陆一些学者也并不坚持对九段线内海域的完全主权，而是把重点放在南海诸岛主权上。

### 島嶼範圍線說
- 島嶼歸屬線或島嶼範圍線說，認為線內的島嶼是中國領土，島嶼旁12海浬寬度的海域是中國領海，皆受中國的管轄和控制。

- 类似这样用断续线标示岛屿归属的例子，在中国正式公开出版的权威的中文世界地图中比较常见，例如中國地圖當中英吉利海峡中的英属海峡群岛，在其东部与南部用3条断续线与法国大陆相区隔；法国的科西嘉岛东部与南部用3条断续线与意大利的撒丁岛、卡普拉亚岛区隔。北欧五国地图中，芬兰奥兰群岛与瑞典之间用国界线区隔；丹麦的博恩霍尔姆岛东部标示国界线。而欧美出版的英文地图，对上述情形一般不用断续线标示。

### 國界線說
- 國界線說認為該線劃定了中國在南海的領土範圍，線內的島、礁、灘、沙以及海域均屬於中國領土，中國對它們享有主權；線外區域則屬於其他國家或公海。

- 爭議：

1. 斷續國界線是未定國界線標繪的線[61]，而不是一條已經劃定的實在疆界線
2. 中國歷屆政府從未一定的方式，明示或暗示地，宣布過線內的整個海域是中國的領海，也從來沒有對它行使過領海權
3. 違反國際海洋法的理論和實踐。國際海洋法有一條基本理論和基本原則，即陸地統治海洋。基於此原則，沿海國有權在其海岸外選定一條領海基線，將這條線作為起始線，以12海浬以內劃定本國的領海。1958年《領海暨鄰接區公約》和1982年《聯合國海洋法公約》都對沿海國的這一權利和它們應當用來劃定本國領海的這一方法作出了明確的規定。

### 歷史性水域線說
- 歷史性水域線說認為中國對於線內的島、礁、灘、沙以及海域均享有歷史性權利，線內的整個海域是中國的歷史性水域。

- 爭議

1. 歷史性水域不是國際社會普遍承認的國際海洋法律制度。
2. 歷史性水域的法律地位等同於內水，在該水域內，未經准許，外國船舶是不容許航行和通過的。
3. 一個國家為了將某一海域宣布為歷史性水域，它必須證明，該國長期以來已對該海域實行了控制和行使了這一權利，而且，此種權利的行使已經得到其他國家明示或默示的承認

### 歷史性權利線說
- 歷史性權利線或傳統海疆線說，認為該線標誌著中國的歷史性所有權，這一權利包括對於線內的所有島、礁、灘、沙的主權和對於線內內水以外海域和海底自然資源的主權權利，同時承認其他國家在這一海域內的航行、飛行、鋪設海底電纜和管道等自由。換言之，這種觀點在主張線內的島、礁、灘、沙屬於中國領土的同時，把內水以外的海域視同中國的專屬經濟區和大陸架。

- 爭議：

1. 在國際海洋法上，一個國家對於專屬經濟區和大陸架的權利與所謂的歷史性權利是沒有關係的，沿海國對於專屬經濟區的權利來自國際習慣法和國際條約的規定，沿海國對於大陸架的權利根本上則是來自大陸架國家的陸地領土在海下的自然延伸的事實，均不是來自歷史性權利。
2. 在國際實踐上，一個國家以歷史性權利為理由提出權利主張，追求的是主權或所有權，而沿海國對於專屬經濟區和大陸架的權利則是特定的主權權利，它們與歷史性權利所指的主權和所有權，有所區別。
3. 根據陸地統治海洋的國際海洋法理論和原則，沿海國都是按照200海浬距離標準和自然延伸原則，以領海基線為起始線向外劃定專屬經濟區和大陸架，歷史性權利線說以一條人為的線劃定專屬經濟區和大陸架的範圍，與國際海洋法的理論和實踐不符。
4. 歷屆中國政府從來沒有明示或默示地主張將線內內水以外的海域視為專屬經濟區和大陸架，也沒有對這片海域行使過這種權利。

## 观点與評價

### 中华人民共和国
李金明（厦门大学南洋研究院教授）：1947年，中华民国政府划定九段线（原文如此），制订了南海诸岛位置图，把我们最南的疆域定在北纬4度，把曾母暗沙划到疆域线之内。当时这条U型线或九段线是为了向国际上表明我们的管辖范围，列出来一条疆域线。 我认为九段线应是一条岛屿归属线。中国应该尽快把九段线的法律地位定下来，否则后患无穷。因为越南已经把他的海洋法公布出来了，这个对我们非常不利，因为《联合国海洋法公约》只是规定了200海里专属经济区，它没有规定200海里专属经济区要怎么划。这就需要相关国自己制定海洋基本法解决。
怀畅（中华能源基金委员会学术委员）：中国于1996年5月15日批准《公约》时曾声明有如下保留条款：“依据1992年2月25日公布的《中华人民共和国领海及毗连区法》第二条第一款，中国对其中提到的所有岛屿拥有无可争辩的主权。”而在南沙及中沙群岛，我大量岛屿被外国占领，主权遭到侵犯，这种情况赋予了中国随时退出《联合国海洋法公约》以保护我国海洋权益的权利。
许森安（国家海洋局海洋发展战略研究所高级工程师）：现在有人在误导对《联合国海洋法公约》的理解，把《公约》的整个宗旨都丢了。过去我们就批判过，不能“洋人立法，我们守法”。对于南海九段线，我们要本着寸土必争、寸土不让的决心来争取。总体来说，九段线的国内立法是完备的。印度尼西亚是承认这条线的。越南范文同政府也正式承认西沙、南沙是中国的。其他国家，包括美国、英国、法国等世界大国及周边国家都有承认九段线的表示或者记载。所以按国际法讲，断续国界线是得到国际承认的，有国际法效力的。

### 中华民国
高圣惕（台湾海洋大学海洋法律研究所副教授）：九段线在台湾被称为“U形线”，U型线是所谓的固有疆域界线，若要改变领土，必须按照宪法里面的条文程序来改变。换言之中国政府在未来很难不去主张南海四大群岛仍属于中国固有领土，也很难去改变U型线作为固有疆域界线这个主张。因此，未来中华民国对于南海U形线有四大坚持。第一，坚持U型线内中国四大群岛的领土主权。第二，坚持U型线作为中国的固有疆域界线。第三，坚持在南海U型线所包括的海域，对其领海邻接区、专属经济区和大陆架行使主权和管辖权。第四，坚持和平解决争端。

### 東南亞
新加坡印度裔學者、前聯合國安理會輪值主席馬凱碩認為當今中國政府去為這個由日本和國民黨所劃的線做辯護是反諷的。馬凱碩認為中國主張九段线的南海立場是給了美國地緣政治的禮物，相當於美國入侵伊拉克是給了中國地緣政治的禮物：中國九段线的主張被美國認為是違反相關的國際海洋法和完全不合法。
菲律賓參議員漢迪夫洛斯（Risa Hontiveros）批評十段線地圖，發表聲明稱「中國有妄想症。中國精神失常，做任何事來聲索不屬於他們的領土。這張『地圖』是北京不顧一切宣揚其謊言和宣傳的企圖。」她表示：「越多國家反對這張地圖，我們就越能糾正中國的謊言。」
印尼外交官贾拉尔曾称，“九段线”既无定义也无坐标，其合法性和准确位置不明确。

### 澳大利亞
澳大利亚向联合国提交声明表示不承认中国对南海宣称的主权。

### 美國
美国国防部长劳埃德·奥斯汀表示，中国对南海的领土声索毫无国际法依据。美国国务院於2022年发表报告表示中国对南海主权声索非法，且没有国际法依据。

## “十段线”
2014年6月，在中华人民共和国出版的地图中，由于南沙群岛部分被整合到总体大地图中，从横版印刷变成竖版印刷，在台湾本岛外海一侧也多出一条段线。菲律宾称之为“十段线”。